# Ташин, Эджем
Эджем Чавдар Ташин (род. 20 января 1991) — турецкая дзюдоистка с нарушением зрения (класс инвалидности B2), выступающая в весовой категории до 48 кг. Она завоевала бронзовую медаль на Летних Паралимпийских играх 2016 и 2024 годов.

## Спортивная карьера
Ташин изучала спортивный менеджмент в Фракийском университете в Эдирне. Она начала свою спортивную карьеру в лёгкой атлетике. После потери зрения в возрасте 18 лет она перестала заниматься лёгкой атлетикой и позже начала заниматься дзюдо. Она является членом клуба «Эдирне Джудо Олимпик Спор Кулюбю», а её тренером является Шенгюль Демирал.

### 2010-е годы
В 2011 году она участвовала в Всемирных играх IBSA, проходивших в Анталье и заняла 7-е место. Ташин завоевала бронзовую медаль на Чемпионате Европы по дзюдо IBSA 2013 года, который прошел в Эгере.
Соревновалась на Чемпионате мира IBSA 2014 года в Колорадо-Спрингс и заняла 7-е место.
В феврале 2015 года Ташин участвовала в Кубке мира IBSA в Эгере и заняла 7-е место. В мае она соревновалась на Всемирных играх IBSA в Сеуле и заняла 5-е место. В октябре она завоевала бронзовую медаль в категории до 48 кг на Чемпионате Европы по дзюдо IBSA 2015 года в Одивелаше что дало ей квоту на Летние Паралимпийские игры 2016 года. На Паралимпиаде она выиграла бронзовую медаль.
В январе 2017 года участвовала в Кубке мира IBSA в Ташкенте и завоевала бронзовую медаль. В августе того же года она выиграла серебряную медаль на Чемпионате Европы IBSA, проходившем в Уолсолле.
В 2018 году Ташин заняла 3-е место на Кубке мира IBSA, прошедшем в Анталье в апреле и вновь на том же турнире в Атырау в сентябре. В ноябре того же года она заняла 5-е место на Чемпионате мира IBSA в Одивелаше.
На Чемпионате Европы по дзюдо IBSA 2019 года в Генуе стала бронзовой призёркой. В мае 2019 года она участвовала в Гран-при по дзюдо IBSA в Баку и заняла 5-е место. В 2021 году она участвовала в том же турнире и завоевала золотую медаль.

### 2020-е годы
Ташин участвовала в Летних Паралимпийских играх 2020, которые прошли в Токио, и заняла 7-е место. На Паралимпийских играх она получила травму, порвав крестообразные связки.
В 2022 году завоевала серебряную медаль на Чемпионате мира по дзюдо IBSA в Баку.
В январе 2023 года Ташин завоевала серебряную медаль на Гран-при IBSA в Алмаде. В августе она выиграла серебряную медаль на Европейских чемпионатах по параспорту, которые прошли в Роттердаме, а также ещё одну серебряную медаль на Чемпионате мира IBSA в Бирмингеме.
Участвовала в соревнованиях в категории J1 на Летних Паралимпийских играх 2024 года, которые пройдут в Париже, и завоевала бронзовую медаль.

## Личная жизнь
Эджем Чавдар Ташин родилась 20 января 1991 года. До 18 лет у нее не было проблем со зрением, но после этого она начала его терять, и в настоящее время у неё потеря зрения составляет 95 %.